# Хімія природних сполук

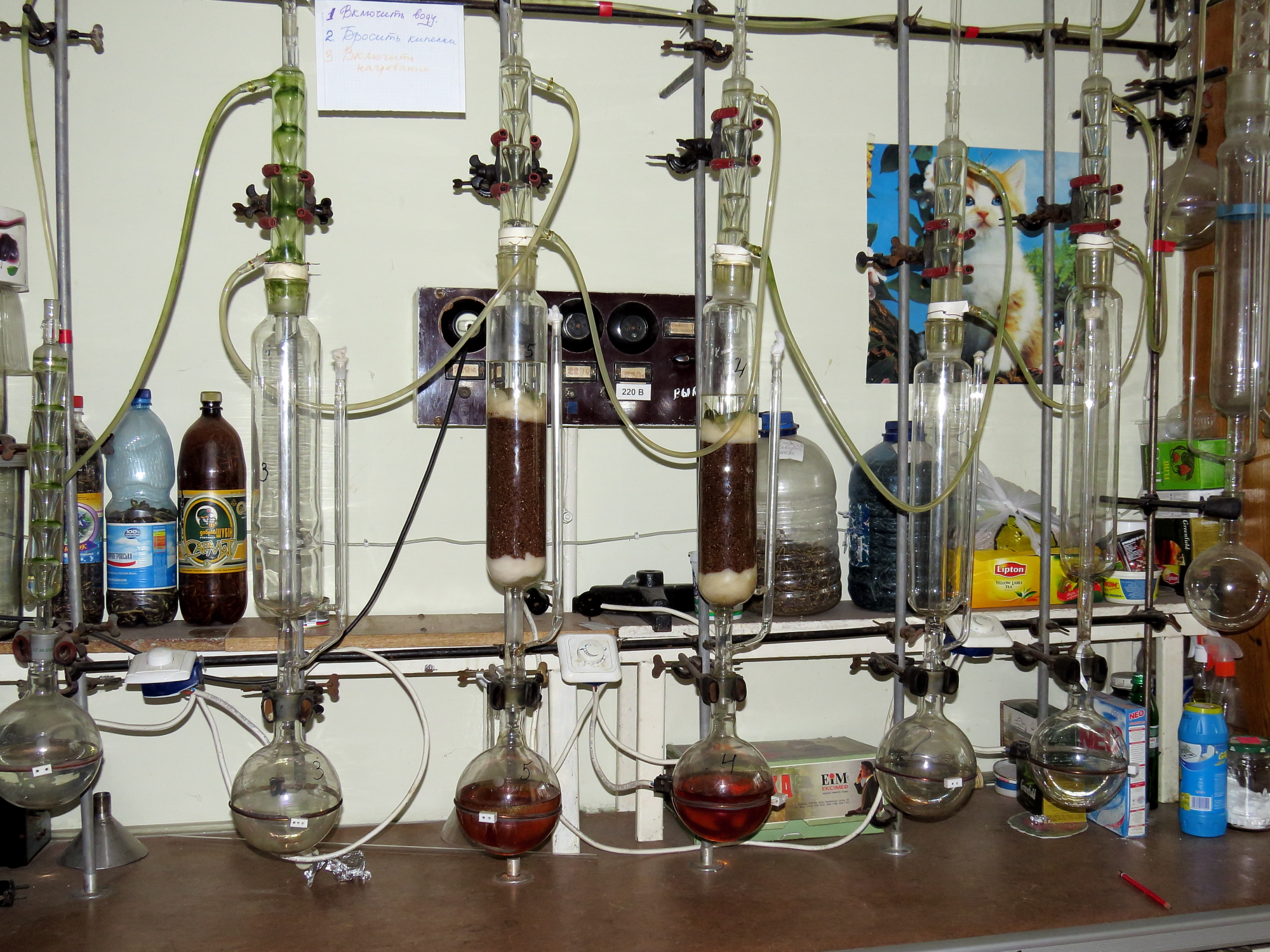
В лабораторії хімії природних сполук. Екстрактори

Хі́мія приро́дних сполу́к (ХПС) — розділ органічної хімії, що вивчає хімічні сполуки, які входять до складу живих організмів, природні шляхи їх перетворень і методи штучного отримання. Як наука, хімія природних сполук виникла одночасно з органічною хімією. Необхідність виділити самостійну дисципліну, відокремити її від класичної органічної хімії, виникла після накопичення великої кількості даних, виділення і вивчення структури і властивостей хімічних речовин, виявлених в живих організмах.

## Об'єкти вивчення ХПС і суміжних наук
Існує кілька суміжних дисциплін, пов'язаних з хімією і біологією, між якими немає чітких границь.
Класична органічна хімія вивчає властивості сполук, що відносяться до певних класів, часто її визначають як хімію вуглеводнів та їх похідних. Природні органічні речовини відрізняються великою різноманітністю будови молекул і, хоча серед них зустрічаються прості структури з однією-двома функціональними групами, більшість з них несе кілька функціональних груп і має складну будову вуглецевого скелета. Тому ХПС характеризують як хімію поліфункціональних сполук. Те ж саме можна сказати і про досліджувані хімічні реакції. Органічна хімія найчастіше має справу з реакціями, що зачіпають один реакційний центр в молекулі або один хімічний зв'язок. В реакціях, що відбуваються в живому організмі, беруть участь одночасно кілька реакційних центрів і можуть утворюватися або розриватися кілька хімічних зв'язків за одну стадію. Реакції біосинтезу відрізняються від реакцій лабораторного або промислового органічного синтезу також високою, звичайно 100%-вою селективністю, в першу чергу енантіоселективністю.
Сукупність хімічних реакцій в живому організмі має назву основного метаболізму і є об'єктом вивчення біохімії. Біохімія вивчає як органічні (біоорганічна хімія), так і неорганічні (біонеорганічна хімія) речовини живих організмів, їх перетворення і функції. Біохімія виділяє катаболізм — розщеплення органічних молекул до простіших з виділенням енергії і анаболізм, або біосинтез — побудова складних молекул, пов'язана з витратою енергії. В організмі синтезуються структурні та енергозапасні речовини — первинні метаболіти (цукри, амінокислоти, жири, нуклеїнові кислоти). Частина з них не проходить потім шлях катаболізму, а використовуються для подальшого біосинтезу вторинних метаболітів — речовин, що мають надзвичайно різноманітну хімічну структуру і виконують різноманітні функції в організмі. Біоорганічна хімія вивчає функціонування як первинних, так і вторинних метаболітів. Хімія природних сполук вивчає будову та шляхи синтезу вторинних метаболітів, і може бути охарактеризована як наука про вторинний метаболізм.

## Методологія
Див. також статтю Методологія науки
Теоретичний апарат хімії природних сполук повністю збігається з концепціями теоретичної органічної хімії. Результати, отримані при вивченні природних сполук, в свою чергу, збагачують теорію органічної хімії, стимулюють її розвиток. Виділення з природних матеріалів біологічно активних речовин, які можуть мати значну практичну цінність, ініціює вдосконалення методології класичного органічного синтезу.
Експериментальні ж методи хімії природних сполук відрізняються від класичних. Це пов'язано з тим, що багато природних речовин є чутливими до незначного підвищення температури, відомі речовини, що мають короткий час життя навіть при кімнатній температурі. Також речовини можуть міститися в біоматеріалі в незначних кількостях, іноді це тисячні частки відсотка і менше. Тому необхідна переробка великих мас сировини, а виділені чисті речовини доводиться вивчати, використовуючи спеціальні методики для роботи з мікрокількостями. Труднощі представляє і розділення складних сумішей, які зазвичай одержуються на першому етапі переробки сировини.
Робота з вивчення природних сполук починається з визначення досліджуваного біологічного виду, попередньо встановлюють на яких фазах розвитку або життєвого циклу слід проводити збір сировини і які частини, наприклад, рослини необхідно зібрати.
Другий етап — виділення індивідуальних речовин або певних сумішей. Найчастіше для цього використовують екстракцію. Екстрагують послідовно декількома розчинниками, полярність яких поступово збільшують, наприклад, гексан — ефір — спирт — вода і отримують відразу декілька екстрактів, або використовують універсальний розчинник, такий, як ацетон, а потім екстракт («смолку-сирець») обробляють іншими розчинниками. Майже завжди екстракти містять суміш речовин, яку необхідно розділяти. Найефективніший метод розділення — колонкова хроматографія.
Третій етап — ідентифікація виділених індивідуальних речовин. Вимірюють фізичні константи — температуру плавлення, кипіння, показник заломлення тощо і порівнюють з константами відомих, вже описаних речовин. Якщо відкрито нову речовину, визначають її хімічну структуру. Для цього використовуються фізичні методи — різні спектроскопічні (ІЧ-, ЯМР-, мас-спектрометрія), рентгеноструктурний аналіз та хімічний аналіз. Ідентифікація природної речовини складної структури є нетривіальним завданням і іноді на це витрачаються роки і десятиліття досліджень.
Потім з'ясовують шляхи метаболічного синтезу речовин і їх функції в організмі, біологічну активність відносно інших організмів і, якщо є необхідність, розробляються методи лабораторного та промислового синтезу. Методологія сучасного органічного синтезу дозволяє розробляти складні багатостадійні способи отримання речовин за допомогою комп'ютерних програм (комп'ютерний синтез), використовуючи концепцію синтонів і метод ретросинтетичного аналізу. Синтез речовини складної структури може проходити в кілька десятків стадій із загальним виходом кінцевого продукту, що рідко перевищує одиниці відсотка, це робить штучний синтез таких речовин дуже дорогим. Однак, навіть складні і малоефективні щодо виходу продукту методи синтезу можуть бути прийнятні, якщо природне джерело бідне, а речовина має велику практичну цінність.
Стадії експериментальних робіт з природними речовинами надані у наступній схемі:

## Назви природних речовин
Будь-яку хімічну речовину можна назвати систематично за номенклатурою ІЮПАК. Однак, для речовин складної структури такі назви стають громіздкими і незручними. Тому систематичні назви застосовують тільки для найпростіших природних сполук, а переважній більшості вторинних метаболітів автори привласнюють тривіальні назви. Часто вони утворюються від латинських назв організмів, з яких були виділені речовини — від родових імен та видових епітетів. Наприклад, від латинської назви картоплі (Solanum tuberosum) походять назви речовин соланін і туберозин. Іноді хімічна назва об'єднує в одному слові видову і родову назву організму, наприклад, туяпліцини з деревини туї складчастої (Thuja plicata). Власні назви даються не тільки речовинам, а й поширеним типам вуглецевого скелета молекули. Такі скелети відповідають насиченим вуглеводням — алканам, тому їх назви зазвичай містять суфікс -ан-, прийнятий для цього класу сполук в систематичній номенклатурі. Так, від назви моркви дикої (Daucus carota) походять найменування двох вуглецевих скелетів — даукан і каротан. Від вуглецевих скелетів потім можуть утворюватись назви речовин шляхом додавання префіксів і суфіксів систематичної номенклатури — -ен- (позначає подвійний C=C зв'язок), -ол- (гідроксильна група), -он- (кетон) тощо. Наприкінці XIX — на початку XX століття розшифровка структури навіть відносно нескладних вуглецевих скелетів займала багато часу, і назви речовин часто давали до повної розшифровки їхньої будови. З того часу збереглися окремі нелогічні назви, наприклад, камфен — вуглеводень, що має скелет ізокамфана, а не камфана; α-фенхен зі скелетом ізоборнілана, а не фенхана. Крім систематичних морфем використовуються й інші, які не застосовуються в номенклатурі ІЮПАК, але вказують на особливості будови молекули — ізо- (вказує на геометричний або найближчий структурний ізомер), нор- (позначає скорочення скелета на один атом вуглецю, найчастіше — відсутність метильної групи), гомо- (збільшення вуглецевого ланцюжка або розширення циклу на один атом), секо- (розкриття одного з кілець циклічного скелета-попередника) та інші.
Етимологія назв може бути складною і вказувати, наприклад, на історичні факти і одночасно на властивість речовини. Наприкінці XVI століття Франсиско Ернандес де Толедо описав південноамериканську рослину «солодкий лист», яка відома тепер як Lippia dulcis. Виділений з рослини терпеноїд виявився в 1000 разів солодше сахарози і названий ернандульцином від прізвища Ернандес і латинського слова dulcis — «солодкий».
Іноді використовуються скорочені позначення. Наприклад, замість повної систематичної назви 22-метил-5,9-октакозадієнова кислота вживається запис 22-Me-Δ5,9−28:2. У цьому записі 28 означає число атомів вуглецю в основному ланцюзі, відповідне в даному випадку вуглеводню октакозану, :2 — число подвійних зв'язків, індекси при букві Δ — положення подвійних зв'язків в ланцюзі.

## Принципи класифікації природних сполук
Єдиної класифікації природних сполук не існує. Існують різні підходи, але жоден з них не є універсальним — класифікації за різними ознаками взаємно доповнюють одна одну і можуть використовуватися в залежності від конкретного хімічного або біологічного аспекту.
Основні принципи класифікації:
- за хімічною будовою;
- за шляхами біосинтезу;
- за біологічною активністю;
- за природними джерелами.

Для первинних метаболітів використовується хімічна класифікація і частково — за біологічними функціями. Продукти вторинного метаболізму ділять на класи також за їх хімічною структурою й за шляхами біосинтезу. Усередині класів вказується походження подібних за хімічною структурою речовин з природних джерел. Біологічну активність розглядають частіше як властивість сполуки, а не як класифікаційна ознака.

### Хімічна класифікація
Органічні речовини відносять до певних класів за типами вуглецевого скелета і за функціональними групами. Така класифікація може бути застосована до найпростіших природних сполук, таких, як вуглеводні, жирні кислоти, біфункціональні сполуки — кетокислоти, оксикислоти тощо, більшість же природних речовин належать одночасно декільком класам. Для поліфункціональних сполук можуть вказувати приналежність до певного класу якщо необхідно підкреслити характерні їх функції в організмі. Наприклад, групу речовин відносять до класу амінокислот, незважаючи на наявність у багатьох з них більш, ніж двох функціональних груп і значних відмінностей в будові вуглецевого скелета.
Хімічна класифікація може виявитися формальною, якщо враховувати не тільки структуру молекули, а й шляхи метаболізму, що призводять до синтезу сполук з даною структурою. Показовим прикладом є великий клас природних сполук, які називаються ізопреноїдами. Попередники біосинтезу переважної більшості речовин цього класу — поліненасичені спирти з вуглецевим скелетом, який можна розглядати як продукт олігомеризації вуглеводню ізопрену. Однак, біогенетичним прекурсором цих спиртів є не ізопрен, а інші сполуки — зазвичай оцтова кислота, рідше фосфогліцериновий альдегід і піровиноградна кислота.

### Біохімічна класифікація
Біохімія класифікує речовини за їх відношенням до метаболізму — на первинні та вторинні метаболіти; вторинні, в свою чергу, за головними шляхами їх біосинтезу. Один і той же шлях метаболізму може зрештою приводити до сполук з різною структурою. Наприклад, початковою стадією синтезу як аліфатичних, так і ароматичних метаболітів може бути багаторазове ацетилювання ацетилкофермента A з утворенням полікетидів — речовин з метиленовими і кетонними групами, що чергуються. Такий шлях біосинтезу називають ацетатним, а кінцеві продукти метаболізму — ацетогенінами. Бензольне кільце може синтезуватися й іншим шляхом, ключовим проміжним метаболітом в якому є шикімова кислота. Шикіматний шлях дає бензольне кільце з приєднаним прямим трьохвуглецевим ланцюжком, такі сполуки називають фенілпропаноїдами.
Але є випадки, коли у різних організмів біосинтез одних і тих самих метаболітів йде різними шляхами. Синтез найпростішого попередника ізопреноїдів — ізопентенілпірофосфата — йде через мевалонову кислоту (мевалонатний шлях), цей шлях переважає в живій природі, але існує й інший — немевалонатний, або метилеритритний шлях, через фосфат 2-метилеритрита. Також кінцевий продукт метаболізму може утворюватись шляхом взаємодії двох і більше проміжних метаболітів, кожен з яких утворюється за своїм шляхом біосинтезу. Якщо на проміжному метаболіті відбувається таке схрещування двох шляхів, то кінцеві продукти вторинного метаболізму називають речовинами змішаного шляху біосинтезу.
Речовини або класи речовин, що мають самостійне значення як вторинні метаболіти, можуть зазнавати подальші зміни і служити одночасно проміжними метаболітами у інших видів живих організмів або в одного і того самого виду. Може відбуватися окислення окремих вуглецевих атомів, галогенування, утворення похідних за функціональними групами, серії перегрупувань вуглецевого скелета, що іноді призводять до значної зміни структури; циклізація, ароматизація і навпаки — розкриття циклів. При цьому від однієї такої речовини або структурного класу утворюється серія нових речовин або підкласів, які називають каскадами, або біогенетичними деревами проміжного попередника. Наприклад, речовини, які за хімічною структурою або за природними джерелами відносять до класів ліпоксинів, лейкотрієнів, простагландинів складають каскад арахідонової кислоти, оскільки вони синтезуються шляхом подальшої модифікації цього метаболіту. Відомі численні біогенетичні дерева або ряди серед терпеноїдів, алкалоїдів, антибіотиків. Один із прикладів — сесквітерпеновий вуглецевий скелет гумулана, що утворює біогенетичне дерево, в яке входять такі підкласи, як сильфінани, птерозини, буллерани, маразмани, лактарани та інші.

### За біологічною активністю
Природні речовини умовно відносять до біологічно важливих і біологічно активних, чіткої межі між цими поняттями немає.
Біологічно важливими називають речовини, фізіологічна роль яких чітко виражена і досить добре вивчена, наприклад, гліцериди, що входять до складу клітинних мембран, воскоподібні речовини, що оберігають рослини від пересихання. Такі сполуки зазвичай біологічно інертні, тобто при введенні їх в організм у відносно великих дозах не викликають специфічної реакції.
Біологічно активні речовини можуть навіть в дуже малих кількостях викликати фізіологічну або патологічну реакцію, до них відносять гормони, наприклад, стимулятори та інгібітори росту рослин, антибіотики, токсини, фітоалексини — речовини, що виділяються рослинами при механічному пошкодженні або у відповідь на інфекцію, антифіданти — захищають рослини і тварин від поїдання, мутагени, канцерогени.
У класи, які виділяються за цією ознакою, потрапляють речовини, що мають мало спільного між собою за хімічною структурою, і навпаки, речовини близької будови можуть проявляти різну біологічну активність. Але є випадки, коли речовини зі схожою фізіологічною дією мають і досить характерні подібні ознаки хімічної структури. Наприклад, статеві атрактанти та інші феромони комах найчастіше являють собою лінійні або слабо розгалужені вуглеводні, насичені або ненасичені та монофункціональні похідні таких вуглеводнів — спирти, карбонові кислоти, естери, кетони, альдегіди.

### За природними джерелами
Такий спосіб класифікації відносно рідко використовується, оскільки одні й ті ж речовини можуть виявлятися в різних біологічних об'єктах. У тих випадках, коли він може застосовуватися, сполуки в першу чергу класифікують як продукти тваринного походження, рослинного походження та виділені з мікроорганізмів. Часто в окрему групу виділяють вторинні метаболіти морських організмів. Поділ всередині цих найбільших груп проводять відповідно до таксономічної приналежності організмів. Є групи речовин, характерних для певних біологічних родів і видів, наприклад, алкалоїди ріжків, маку (або опію) та інші.